# فرمان اجرایی ۱۲۰۳۶
فرمان اجرایی ۱۲۰۳۶ یک فرمان اجرایی ریاست جمهوری ایالات متحده است که در ۲۴ ژانویه ۱۹۷۸ توسط رئیس‌جمهور جیمی کارتر امضا شد و محدودیت‌هایی را بر جامعه اطلاعاتی ایالات متحده اعمال کرد و آن را اصلاح کرد و همچنین دخالت غیرمستقیم ایالات متحده در ترورها را ممنوع کرد. این فرمان اجرایی برای تقویت و گسترش فرمان اجرایی ۱۱۹۰۵ طراحی شد که پیشتر توسط جرالد آر. فورد در سال ۱۹۷۶ امضا شده بود.

## پیشینه و تاریخچه
دولت رئیس جمهور جیمی کارتر پس از روی کار آمدن در سال ۱۹۷۷ با کسب نظر ازکنگره بلافاصله شروع به بازنگری فرمان اجرایی ۱۱۹۰۵ کرد که در اواخر سال قبل امضا شده بود. فشار و نیاز به اصلاح جامعه اطلاعاتی ایالات متحده هنوز از سوی کمیته‌های چرچ و پایک وجود داشت. فرمان اجرایی ۱۲۰۳۶ تقریباً یک سال پس از روی کار آمدن کارتر در ۲۴ ژانویه ۱۹۷۸ امضا شد. سناتور والتر دی. هادلستون و جیمی کارتر از این فرمان اجرایی استقبال کردند که تا آن روز در میان فرمان‌های اجرایی بیشترین نظر رئیس‌جمهور و کنگره در آن لحاظ شده بود. کارتر همچنین قصد داشت این فرمان اجرایی موقت باشد تا زمانی که قانون اصلاحات اطلاعاتی جدید به قانون تبدیل شود.< ref name="capeo"/> فرمان اجرایی ۱۲۰۳۶ متعاقباً با قوانین جدید   جایگزین شد.

## اصلاحات اطلاعاتی
فرمان اجرایی ۱۲۰۳۶ کمیته‌های نظارتی جدیدی ایجاد کرد و محدودیت‌های جدیدی را برای جامعه اطلاعاتی ایالات متحده اعمال کرد. فرمان اجرایی وظایف و الزامات دو کمیته در سطح کابینه شورای امنیت ملی را که قبلاً توسط کارتر در سال ۱۹۷۷ ایجاد شده بود، مقرر کرد. مسئولیت تعیین اولویت‌ها برای جمع‌آوری و تجزیه و تحلیل اطلاعات به کمیته بررسی سیاست‌ها واگذار شد. کمیته بازنگری سیاست که به ریاست اداره کننده اطلاعات مرکزی (DCI) و همچنین شامل معاون رئیس‌جمهور، مشاور امنیت ملی، وزیر امور خارجه، وزیر دفاع و رئیس ستاد مشترک ارتش تشکیل می‌شد نیز تخصیص بودجه جامعه اطلاعاتی را در اولویت قرار می‌داد.
EO همچنین ممنوعیت ترور ایالات متحده را با بستن «راه‌های فرار» و بیان اینکه «هیچ فردی که توسط دولت ایالات متحده استخدام شده یا از طرف آن اقدام می‌کند نباید در ترور شرکت کند یا برای شرکت در آن توطئه کند» گسترش داد. این ممنوعیت ترور در فرمان اجرایی ۱۲۳۳۳ مجدداً اعلام شد.